# No Direction Home
No Direction Home (o No Direction Home: Bob Dylan) és un documental britànico-estatunidenc-japonès de Martin Scorsese que descriu la vida de Bob Dylan, i el seu impacte sobre la música popular americana i la cultura del segle xx.

## Història
La pel·lícula no cobreix el conjunt de la carrera de Bob Dylan, sinó que es concentra en el període comprès entre l'arribada de Dylan a Nova York el gener de 1961 i el seu accident de moto el juliol de 1966. Aquest període descriu l'ascensió de Dylan fins al seu èxit com a cantant i compositor folk, i la polèmica que envoltava el seu pas al rock.
La pel·lícula ha estat difosa conjuntament a la televisió als Estats Units i al Regne Unit el 26 i 27 de setembre de 2005.
El projecte No Direction Home va començar el 1995 quan el director de Dylan, Jeff Rosen, va començar a realitzar entrevistes amb amics de Dylan com el poeta Allen Ginsberg i el músic Dave Van Ronk. Tots dos van morir abans de la sortida de la pel·lícula. La vella amiga de Dylan Suze Rotolo ha atorgat igualment una entrevista.
Dylan ha realitzat deu hores de conversa distesa i oberta amb Rosen el 2000.
El 2001, el director Martin Scorsese va acceptar realitzar la pel·lícula a partir del material cinematogràfic recollit per al projecte.
Centenars d'hores de gravacions cobrint el període de la pel·lícula van ser visionades. En particular una gravació del grup de Rock de Dylan a l'institut, la seva trobada el 1965 amb Andy Warhol en un càsting, o el celèbre concert al Manchester Free Trade Hall el 17 de maig de 1966.

El títol de la pel·lícula es va agafar del títol de la biografia de Dylan publicada el 1986 per Robert Shelton, tret d'un vers de la tornada d'una de les cançons més cèlebres de Dylan Like a Rolling Stone (
| « | With no direction home (Sense llar on tornar) | » |

.
La pel·lícula presenta els que han influenciat Bob Dylan: John Jacob Niles, Odetta, Woody Guthrie, The Clancy Brothers, Joan Baez, Allen Ginsberg, Pete Seeger, Dave Van Ronk, Webb Pierce, Hank Williams, Johnny Cash.
La banda original de la pel·lícula va sortir alguns mesos després, al marc dels «Bootleg Series» de Dylan. L'àlbum The Bootleg Series Vol. 7: No Direction Home: The Soundtrack, inclou igualment títols absents del documental.

## Celebritats presents
- Bob Dylan
- Joan Baez
- Liam Clancy
- John Cohen
- Allen Ginsberg
- Mickey Jones
- Al Kooper
- Bruce Langhorne
- Harold Leventhal
- Mitch Miller
- Maria Muldaur
- Bob Neuwirth
- D. A. Pennebaker
- Pete Seeger
- Dave Van Ronk
- Peter Yarrow